# Nanticoke (Nueva York)
Nanticoke es un pueblo ubicado en el condado de Broome en el estado estadounidense de Nueva York. En el año 2000 tenía una población de 1.790 habitantes y una densidad poblacional de 28.4 personas por km².

## Geografía
Nanticoke se encuentra ubicado en las coordenadas 42°17′5″N 76°1′29″O / 42.28472, -76.02472.

## Demografía
Según la Oficina del Censo en 2000 los ingresos medios por hogar en la localidad eran de $36,761, y los ingresos medios por familia eran $39,545. Los hombres tenían unos ingresos medios de $30,469 frente a los $21,739 para las mujeres. La renta per cápita para la localidad era de $15,683. Alrededor del 11.2% de la población estaban por debajo del umbral de pobreza.